# Mengomeyén
Mengomeyén és un municipi de Guinea Equatorial, de la província de Wele-Nzas a la Regió Continental. El 2005 tenia 15.644 habitants. Es troba a uns 30 kilòmetres a l'est de Mongomo.